# Victor z Aveyron
Victor (fr. Victor de l'Aveyron ur. ok. 1788, zm. 1828) – jedno z najsłynniejszych dzikich dzieci.

## Życiorys
Został znaleziony 8 stycznia 1800 niedaleko miasteczka Saint-Sernin-sur-Rance w departamencie Aveyron. Wcześniej był dwukrotnie schwytany w sąsiednim departamencie Tarn, ale za każdym razem uciekał. Szacowano, że w 1800 miał ok. 12 lat. Przebywał w lesie i był prawdopodobnie wychowywany przez zwierzęta. Na jego ciele naliczono ok. 40 blizn. Chłopiec nie umiał mówić i zachowywał się jak dzikie zwierzę.
Na rozkaz ministra spraw wewnętrznych Lucjana Bonaparte został przywieziony do Paryża, gdzie zajmował się nim przez wiele lat Jean Marc Gaspard Itard, lekarz specjalizujący się w leczeniu głuchoniemych. Opisy sukcesów i porażek wychowawczych, które odnotował Itard, miały wpływ na teorie i praktykę wychowania oraz wniosły nowe dane do dyskusji nad dylematem „natura czy wychowanie”.
Victor nigdy nie nauczył się mówić. Znał jedynie kilka słów, np. lait (fr. „mleko”), mon Dieu (fr. „mój Boże”). Początkowo robił duże postępy w życiu społecznym i uczył się wypełniać polecenia. Po pięciu latach rozwój uległ zatrzymaniu. Zmarł w 1828.
W 1970 François Truffaut zrealizował film Dzikie dziecko (L'Enfant sauvage), opowiadający historię Victora i Itarda.